# Neuromantul
Neuromantul (titlu original Neuromancer) este un roman științifico-fantastic cyberpunk din 1984 de William Gibson, primul roman din Trilogia Sprawl. Neuromantul este primul roman publicat de Gibson și a avut un mare succes atât din partea criticii cât și a cititorilor, declanșând practic mișcarea literară cyberpunk.
Romanul a fost recompensat cu premiile Nebula, Philip K. Dick și Hugo.

## Istoric
Înainte de a scrie Neuromantul, Gibson a creat câteva povestiri legate de viața unor personaje dintr-un viitor din care ciberspațiul este parte integrantă. Bazele romanului au fost puse de temele dezvoltate în primele sale ficțiuni: cadrul Sprawl din "Chrome" (1982) și personajul Molly Millions din "Johnny Mnemonic" (1981). Filmul lui John Carpenter Escape from New York (1981) a influențat romanul. Jargonul folosit de Gibson derivă din vocabularul subculturilor, mai ales din "jargonul traficanților de droguri și al bicicliștilor din Toronto-ul anului 1969". Una dintre influențele cele mai importante ale romanului l-a constituit artistul Robert Stone, un "maestru al unui fel de ficțiune paranoică". Termenul Pumnul Urlător a fost preluat dintr-un cântec al legendarei formații punk rock din Toronto The Viletones.
Neuromantul a fost contractat de Terry Carr pentru a treia serie din Ace Science Fiction Specials, care se ocupa doar cu romane de debut. Având la dispoziție un an pentru a termina opera, Gibson a trebuit să dezvolte la dimensiunea unui roman ideea pe care o avea, lucru față de care se simțea "la patru-cinci ani distanță". După ce a vizionat primele 20 de minute din Vânătorul de recompense (1982) - lansat pe când Gibson finalizase o treime din roman - a "crezut [că Neuromantul] e terminat. Cu toții vor presupune că am copiat structura acestui film excepțional." A rescris primele două treimi ale cărții de doisprezece ori, temându-se că-l va pierde pe cititor și că va fi "blamat pe vecie" după publicare; totuși, ceea ce a rezultat a fost considerat un salt înainte imaginativ major pentru un romancier debutant. Ultima propoziție a romanului, "N-a mai întâlnit-o niciodată pe Molly", a fost adăugată în ultima clipă pentru a nu-i permite să scrie o continuare, dar a dus exact la rezultatul contrar în Contele Zero (1986).

## Povestea
În Conurb, cea mai mare metropolă din lume, Henry Dorsett Case este un hacker, un pirat informatic. El este cel mai bun și nimic nu-i poate rezista. Dar într-o zi, fiind prea lacom, el încearcă să fure de la șeful său. Acesta din urmă, drept represalii, îi injectează o neurotoxină care distruge selectiv partea sistemului nervos direct conectată prin electrozi la tastatura calculatorului. Case nu mai are nicio posibilitatea de a se conecta la rețea: pentru el, totul este pierdut, nu mai există nimic.
| “                     | Deasupra portului, cerul avea culoarea unui ecran de televizor reglat pe un canal fără emisiune. | ” |
| — începutul romanului |                                                                                                  |   |

Fără slujbă, dependent de droguri și în pragul suicidului, Case caută cu disperare clinica lui Chiba pentru a se vindeca. El este salvat de Molly Millions, un "samurai al străzii" îmbunătățit și mercenar al unui fost ofițer militar, pe nume Armitage, care îi oferă vindecarea în schimbul serviciilor sale de hacker. Case acceptă, dar nici el, nici Molly nu cunosc adevăratele planuri ale lui Armitage. Sistemul nervos al lui Case este reparat, dar acesta află de la Armitage că toxina care îi schilodise i-a fost injectată și în vasele de sânge. Armitage îi promite lui Case că, dacă își termină treaba la timp, îi va îndepărta complet toxina; în caz contrar, aceasta se va dizolva în sânge, făcând iarăși din el un handicapat. De asemenea, înlocuiește pancreasul lui Case cu un țesut grefat de ficat, organismul devenindu-i astfel incapabil să metabolizeze cocaină sau amfetamine și, teoretic, punând punct dependenței sale.
Relația dintre Case și Molly devine tot mai strânsă, femeia sugerându-i bărbatului să cerceteze trecutul lui Armitage. Între timp, acesta îi însărcinează cu misiunea de a fura un modul ROM pe care este salvată conștiința unuia dintre mentorii lui Case, legendarul cyber-cowboy McCoy Pauley. După îndeplinirea misiunii, Case și Molly continuă investigația asupra lui Armitage, descoperind că vechea lui identitate este cea a colonelului Willis Corto, membru al unei operațiuni menite să distrugă calculatoarele sovietice prin intermediul unui atac aerian. Aflând despre operațiune sovieticii luaseră măsuri de apărare, distrugând aparatele americane și lăsându-l pe Corto singurul supraviețuitor. Pentru a ascunde tehnologia cu puls electromagnetic folosită în timpul acelei operațuni, armata îl reduce pe Corto la tăcere, furnizându-i o nouă identitate și înfățișare și ajutându-l să dispară în lumea subterană a criminalilor.
În Istanbul, Armitage îl recrutează pe Peter Riviera, un artist sociopat, hoț și dependent de droguri, care poate proiecta iluzii holografice detaliate cu ajutorul unor implanturi cibernetice sofisticate. Investigația îi conduce pe Case și Molly la o inteligență artificială puternică, Iarnă Mută, creată de clanul Tessier-Ashpool, ai cărui membri petrec mare parte a timpului liber în stare criogenică.
Iarnă Mută constituie jumătatea unei entități a cărei construcții este interzisă. Pentru a fuziona cu cealaltă jumătate, Neuromantul, Iarnă Mută i-a recrutat pe Armitage și echipa lui. Case trebuie să spargă barierele din ciberspațiu, în timp ce rolul lui Riviera este de a obține parola încuietorii de la o clonă a actualei conducătoare de la Tessier-Ashpool SA, Lady 3Jane. În timpul operațiunii, Case este arestat, dar Iarnă Mută îl ajută să evadeze. Personalitatea lui Armitage se dezintegrează, readucându-l la vechea personalitate Corto, însă Iarnă Mută o elimină.
Riviera se întoarce împotriva colegilor de echipă, încercând să îi distrugă pe Case și pe Molly, dar Lady 3Jane îi ajută să scape și folosește parola pentru a ajuta inteligențele Iarnă Mută și Neuromantul să fuzioneze. Toxina din sângele lui Case este îndepărtată, iar el și Molly sunt plătiți pentru munca depusă.

### Cuprins
- Partea întâi - Chiba City blues
- Partea a doua - Achizițiile
- Partea a treia - Miezul nopții în Rue Jules Verne
- Partea a patra - Rularea Lumină-Hoinară
- Epilog - Plecare și sosire[8]

## Personaje
- Henry Dorsett Case - antieroul romanului, dependent de droguri, hacker al ciberspațiului;
- Molly Millions - o femeie cu modificări cibernetice extinse (lame retractabile, reflexe îmbunătățite, lentile oglină care îi acoperă ochii);
- Armitage - conducătorul echipei, fost colonel în armata SUA, pe vremea când personalitatea sa era cea a lui Willis Corto;
- Peter Riviera - un hoț sadic care poate proiecta imagini holografice folosindu-și implanturile;
- Lady 3Jane Marie-France Tessier-Ashpool - conducătoarea companiei Tessier-Ashpool SA;
- Hideo - ninja care acționează ca servitor și paznic al lui Lady 3Jane;
- Finlandezul - unul dintre vechii prieteni ai lui Molly;
- Maelcum - pilotul lui Case;
- Dixie Linie-dreaptă - hacker faimos, pe numele real McCoy Pauley;
- Iarnă Mută - una dintre IA-urile clanului Tessier-Ashpool;
- Neuromantul - IA-ul geamăn al lui Iarnă Mută.

## Importanța literară și culturală
Neuromantul nu a fost lansat cu mare vâlvă, dar a dat repede lovitura, devenind extrem de cunoscut. A fost primul roman care a primit cele mai mari trei premii din science fiction - Nebula, Hugo și Philip K. Dick, o realizare fără precedent descrisă de Mail & Guardian ca "varianta scriitorilor SF a câștigării în același an a premiilor Goncourt, Booker și Pulitzer". Romanul a legiferat cyberpunkul a un curent principal al literaturii science fiction, fiind printre cele mai apreciate lucrări SF din istoria recentă. El a apărut în lista revistei Time a celor mai bune romane de limbă engleză scrise din 1923 încoace și a fost nominalizat la premiul BSFA în 1984.
Neuromantul este considerat "opera arhetipală a genului cyberpunk" și a avut parte de o atenție critică și populară fără precedent în afara granițelor SF-ului, ca o "evocare a vieții de la sfârșitul anilor '80", deși The Observer sublinia că "celor de la New York Times le-a luat 10 ani" ca să menționeze romanul. Până în 2007 se vânduseră peste 6,5 milioane de exemplare la nivel mondial.
Romanul a avut o influență lingvistică importantă, popularizând printre altele termenii ciberspațiu și ICE (Intrusion Countermeasures Electronics). Gibson este considerat părintele termenulu "ciberspațiu", folosit prima dată în nuveleta "Chrome", publicată în 1982 de revista Omni. Totuși, doar prin intermediul Neuromantului termenul ciberspațiu a căpătat suficientă recunoaștere ca să devină de facto sinonim cu World Wide Web în anii '90.
În postfața scrisă pentru re-editarea din 2000 a romanului, Jack Womack merge până acolo încât sugerează că viziunea lui Gibson asupra ciberspațiului ar fi putut sta la baza modului în care s-a dezvoltat Internetul (în special World Wide Web-ul) după publicarea romanului în 1984.
În eseul său din 1986 intitulat "The Neuromantics", Norman Spinrad ia în considerare trei aspecte ale titlului: "neuro" - care se referă la sistemul nervos, "necromant" și "noua romanță". Conform lui, genul cyberpunk - ai cărui autori a sugerat să fie numiți "neuromanți" - reprezintă "o fuziune a impulsului romantic cu știința și tehnologia".
Scriind în 2005 în F&SF, Charles de Lint remarca faptul că, în vreme ce extrapolările tehnologice ale lui Gibson s-a dovedit imperfecte (mai ales incapacitatea sa de a prevedea apariția telefonului mobil), "este mult mai importantă imaginarea poveștii, a gândurilor care trec prin mințile personajelor sale și lumea în care se petrec toate".
Criticul literar Larry McCaffery descria conceptul matricii din Neuromantul ca un loc în care "datele dansează cu conștiința umană... memoria ukană este literalizată și mecanizată... sistemele de informații multi-naționale operează în structuri noi a căror frumusețe și complexitate sunt inimaginabile, mistice și, dincolo de toate, non-umane". Gibson a comentat ulterior la adresa sa ca și autor al Neuromantului că "i-aș da de băut, dar nu știu dacă i-aș împrumuta bani" și s-a referit la roman ca la "o carte pentru adolescenți". Succesul Neuromantului a reprezentat ieșirea din umbră a lui Gibson, care pe atunci avea 35 de ani.

## Adaptări
În 1989, Epic Comics a publicat o versiune de 48 de pagini în format de roman grafic, realizată de Tom de Haven și Bruce Jensen. Ea acoperă doar primele două părți, "Chiba City blues" și "Achizițiile" și nu a fost continuată. În anii '90 a fost publicată o versiune a Neuromantului ca parte a seriei Expanded Books a celor de la Voyager Company. Gibson a citit o versiune prescurtată a romanului pe patru casete audio în 1994 pentru Time Warner Audio Books. O versiune completă a cărții a apărut în 1997 la Books on Tape, în lectura lui Arthur Addison. În 2003, BBC a realizat o adaptare a romanului pentru seria lor "Play of the Week", lansată în două episoade de câte o oră.

### Jocuri video
Un joc video cu același nume a fost lansat în 1988 de Interplay. Realizat de Bruce J. Balfour, Brian Fargo, Troy A. Miles și Michael A. Stackpole, jocul conținea multe dintre locațiile și temele romanului, dar avea alți protagoniști și o intrigă diferită. A fost disponibil pe multe platforme, printre care Amiga, Apple II, Commodore 64 și pe calculatoarele DOS. Coloana sonoră reprezenta o adaptare computerizată a cântecului grupului Devo "Some Things Never Change".
Conform unui episod din versiunea americană a serialului Beyond 2000, planurile inițiale ale jocului includeau o coloană sonoră dinamică realizată de Devo și un film 3D al evenimentelor prin care trecea jucătorul. A fost implicat și psihologul Timothy Leary, dar există foarte puține date despre acest al doilea joc, care probabil că depășea capacitățile anului 1988.

### Proiecte cinematografice
Au existat câteva tentative nereușite de ecranizare a Neuromantului, cu schițe de scenarii realizate de regizorul britanic Chris Cunningham și de Chuck Russel. Cutia jocului video includea o reclamă a filmului care avea să fie realizat de "Cabana Boy Productions". Niciunul dintre proiecte nu a fost finalizat, deși William Gibson și-a exprimat încrederea că singurul regizor care ar avea o șansă să realizeze corect filmul ar fi Cunningham.
În luna mai a anului 2007 au existat zvonuri că filmul se află în lucru, în regia lui Joseph Kahn și cu Milla Jovovich în rolul principal. În luna mai a anului 2010, noutățile includeau faptul că regia a fost preluată de Vincenzo Natali, care avea să rescrie scenariul. În martie 2011, odată cu știrea cooperării dintre Seven Arts și GFM Films s-a anunțat că grupul va cumpăra drepturile pentru exranizarea Neuromantului, în regia lui Vincenzo Natali, la următorul Festivalul de la Cannes. Filmul lui Natali a intrat în faza de pre-producție în luna mai a aceluiași an, filmările fiind așteptate să înceapă în 2012, cu un buget de 60 de milioane de dolari.
În 2015, s-a anunțat că Vincenzo Natali nu va mai regiza  Neuromantul, dar proiectul nu s-a anulat.
La mijlocul anului 2017, Tim Miller a fost angajat să regizeze o adaptare a romanului Neuromantul pentru Fox, care va fi produsă de Simon Kinberg.

## Traduceri în română

Cele trei coperții ale edițiilor în limba română (dreapta) alături de o ediție în limba engleză (stânga)

Toate edițiile au fost traduse de Mihai-Dan Pavelescu.
- 1994, Editura Cristian Plus, traducere Mihai-Dan Pavelescu, ISBN 973-96620-6-4, ediție necartonată
- 2005, Leda, Colecția "Galeria fantastică", traducere Mihai-Dan Pavelescu, 360 pag., ISBN 973-7786-78-5, ediție necartonată
- 2008, Editura Univers & Cotidianul, 270 pag.
- 2014. Editura Paladin, ISBN 9786069363799, ediție cartonată
- 2017, Editura Paladin, 352 pag., ISBN 9786068673578, ediție necartonată